# 9월 13일
9월 13일은 그레고리력으로 256번째(윤년일 경우 257번째) 날에 해당한다.

## 사건
- 604년 - 교황 사비니아노 : 65대 로마 교황으로 취임
- 1395년 - 조선 태조 4년 : 도성축조도감 설치
- 1871년 - 청일수호조약 조인
- 1940년 - 제2차 세계 대전 : 베니토 무솔리니 치하 이탈리아, 이집트 침공(북아프리카 전역)
- 1943년 - 장제스(蔣介石) : 중화민국 총통에 취임
- 1948년 - 대한민국 법원의 날 : 대한민국 사법부가 미군정으로부터 사법권을 이양 받고 가인 김병로 초대 대법원장이 취임한 날로서, 외세와 행정부로부터 독립된 사법부가 탄생한 날
- 1955년 - 서독 - 소련 국교 수립
- 1959년 - 중화인민공화국 - 인도, 국경분쟁 문제에 관한 결의 채택
- 1971년 - 9·13사건 발생으로 린뱌오 부주석 사망
- 1972년 - 제2차 남북적십자회담 본회담 개최
- 1974년 - 대한민국 국립천문대(현 : 한국천문연구원) 발족
- 1975년 - 조총련계 재일동포 모국방문단 첫 입국
- 1985년 - 미국 국방부, 위성요격무기실험 성공 발표
- 1988년 - 대한민국 정부, 공산권국가로는 최초로 헝가리와 상주대표부 설치에 합의
- 1990년 - 대한민국 임시정부 초대 국무령을 지낸 이상룡 등 5위의 유해 봉환
- 1991년 - 대한민국과 조선민주주의인민공화국 유엔 동시 가입 결의안, 유엔 사무국에 제출
- 1993년 - PLO의 야세르 아라파트 의장과 이스라엘의 이츠하크 라빈 총리가 오슬로 평화 협정에 서명
- 1995년 - 북경세계여성대회, 일본군위안부 문제 전쟁범죄로 규정, 책임자처벌 촉구
- 1997년 - 이인제 경기지사, 신한국당 탈당 대통령선거 출마 공식 선언, 테레사 수녀 인도 국장으로 장례
- 1999년 - 대한민국 정보통신부, 불법감청에 대한 처벌 강화를 내용으로 한 '전기통신 감청 관련 현황 및 대책' 발표
- 2002년 - 제5차 남북이산가족 상봉 행사에 참가할 남측가족들 조선민주주의인민공화국 장전항 도착
- 2003년 - 중앙재난대책본부는 태풍 '매미'로 인한 사망자가 62명, 실종자가 25명에 달한다고 발표하였다.
- 2009년 - 대한민국에 68세 남성이 신종플루로 국가 내 6번째 사망
- 2012년 - 울산 자매 살인 사건의 범인 김홍일 검거
- 2023년  - 11년 동안 방송해온 코미디빅리그가 휴지기에 들어갔다

## 문화
- 1985년 - 닌텐도에서 슈퍼 마리오브라더스를 발매하다.
- 1986년 - 제31회 아시아 태평양 영화제 서울에서 열림
- 1996년 - 제1회 부산국제영화제(PIFF)가 개막되다.
- 2008년 - 닌텐도에서 포켓몬스터 플라티나를 발매하다.

## 탄생
- 1087년 - 비잔티움 제국의 황제 요안니스 2세. (~1143년)
- 1475년 - 르네상스 시대 이탈리아의 군인, 정치인 체자레 보르자 . (~1507년)
- 1660년 - 영국의 작가, 언론인 대니얼 디포. (~1731년)
- 1830년 - 오스트리아의 작가 마리 폰 에브너 에셴바흐. (~1916년)
- 1853년 - 덴마크의 생물학자 한스 크리스티안 그람. (~1938년)
- 1859년 - 미국의 정치인 찰스 D. 킴볼. (~1930년)
- 1860년 - 미국의 군인 존 J. 퍼싱. (~1948년)
- 1874년 - 오스트리아 태생의 작곡가 아르놀트 쇤베르크. (~1951년)
- 1879년 - 일본의 군인 사쿠마 쓰토무. (~1910년)
- 1880년 - 미국의 정치인 월터 머독. (~1951년)
- 1894년 - 영국의 소설가 프리스틀리. (~1984년)
- 1903년 - 프랑스, 미국의 배우 클로데트 콜베르. (~1996년)
- 1907년 - 대한민국의 화가 임응구. (~1994년)
- 1916년 - 영국의 작가 로알드 달. (~1990년)
- 1918년 - 미국의 음악가, 가수, 싱어송라이터 레이 찰스. (~2015년)
- 1921년 - 대한민국의 기업인 양정모. (~2009년)
- 1927년 - 오스트리아의 귀족 프란츠 폰 호헨베르크 공작. (~1977년)
- 1931년 - 대한민국의 군인, 정치인 장태완. (~2010년)
- 1932년 - 대한민국의 언론인, 정치인 이진희.
- 1940년 - 대한민국의 무술인, 배우 황인식.
- 1941년 - 일본의 건축가 안도 다다오.
- 1951년 - 미국의 배우 진 스마트.
- 1952년
  - 대한민국의 배우 김주영.
  - 대한민국의 금융인 이주열.
- 1954년 - 일본의 축구 선수 우에키 시게하루. (~2024년)
- 1955년 - 대한민국의 농구 선수, 정치인 김영주.
- 1959년
  - 대한민국의 배우 정애리.
  - 미국의 정치인 랄프 노덤.
- 1960년 - 대한민국의 시민운동가 이정희.
- 1961년
  - 대한민국의 배우 남기애.
  - 미국의 기타리스트 겸 보컬 데이브 머스테인. (메가데스)
- 1962년 - 일본의 성우 에가와 히사오.
- 1964년 - 핀란드의 배우 카리 히에탈라흐티.
- 1965년 - 폴란드의 펜싱 선수 아담 크셰신스키.
- 1966년 - 미국의 정치인 조시 스타인.
- 1967년
  - 대한민국의 정치인 김영호.
  - 미국의 육상 선수 마이클 존슨.
- 1968년 - 푸에르토리코의 야구 선수 버니 윌리엄스.
- 1969년 - 미국의 배우, 감독 타일러 페리.
- 1970년
  - 대한민국의 통역사 김선일. (~2004년)
  - 일본의 성우 마츠오카 유키.
  - 일본의 성우 이마이 유카.
- 1971년 - 대한민국의 성우 조영미.
- 1972년
  - 대한민국의 배드민턴 선수 방수현.
  - 대한민국의 아나운서 윤인구.
- 1973년
  - 이탈리아의 전 축구 선수 파비오 칸나바로.
  - 중국의 배우 진혜림.
  - 대한민국의 기자 주진우.
- 1974년 - 대한민국의 배우 송선미.
- 1975년
  - 대한민국의 배우 배정아.
  - 일본의 성우 콘노 히로미.
- 1976년 - 대한민국의 요리사 정호영.
- 1977년
  - 대한민국의 배우 신동미.
  - 대한민국의 배우 진선규.
  - 미국의 싱어송라이터 피오나 애플.
- 1978년
  - 일본의 전 축구 선수 스즈무라 다쿠야.
  - 대한민국의 법조인 김승주.
- 1979년 - 대한민국의 아나운서 류수민.
- 1980년
  - 대한민국의 배우 한채영.
  - 대한민국의 희극인 려명하.
  - 일본의 야구 선수 마쓰자카 다이스케.
- 1981년 - 대한민국의 바둑 기사 유경민.
- 1982년
  - 대한민국의 야구 선수 김강민.
  - 북한의 축구 선수 리관명.
- 1983년 - 타이의 이종격투기 선수 카오끌라이 깬노라싱.
- 1985년 - 대한민국의 독립 정치가 김명수.
- 1986년
  - 대한민국의 아나운서 이슬기.
  - 대한민국의 배우 김민좌.
- 1987년
  - 캐나다의 전 가수 G.NA.
  - 일본의 성우 카야노 아이.
  - 대한민국의 배구 선수 염윤아.
  - 벨라 스완.
- 1988년
  - 대한민국의 전 가수, 배우 오승아.
  - 미국의 가수 존 박.
  - 대한민국의 뷰티 크리에이터 이사배.
  - 대한민국의 트로트 가수 검지.
- 1989년 - 독일의 축구 선수 토마스 뮐러.
- 1990년
  - 대한민국의 가수 제이원.
  - 대한민국의 가수 안준헌.
- 1991년 - 대한민국의 기업인 다영.
- 1993년 - 아일랜드의 가수 나일 호런.
- 1994년
  - 네덜란드의 요트 선수 키란 바들루.
  - 일본의 성우 오오하시 아야카.
- 1995년 - 대한민국의 가수 김태훈.
- 1996년
  - 대한민국의 가수 윤민.
  - 미국의 배우 릴리 라인하트.
- 1997년 - 대한민국의 가수 현재 (더보이즈).
- 1998년 - 멕시코의 야구 선수 헤라르도 카리요.
- 1999년
  - 대한민국의 가수 연준 (투모로우바이투게더).
  - 스페인의 축구 선수 페드로 포로.
- 2000년 - 대한민국의 야구 선수 김도현.
- 2001년
  - 대한민국의 가수 예은.
  - 대한민국의 가수 성찬.
  - 대한민국의 래퍼 체리보이17.
- 2002년 - 일본의 배우 겸 가수 와타나베 리온(STARRY PLANET☆ 멤버).
- 2004년 - 대한민국의 가수 이진우 (GHOST9).
- 2005년
  - 미국의 태권도 선수 크리스티나 티치아웃.
  - 가나의 축구 선수 아이작 오세이.

### 미상
- 대한민국의 가수 송영웅.
- 일본의 축구 선수 우에키 시게하루. (~2024년)

## 사망
- 81년 - 로마 제국의 제10대 황제 티투스. (39년~)
- 1321년 - 이탈리아의 시인 단테 알리기에리. (1265년~)
- 1592년 - 프랑스의 철학자, 사상가, 수필가 미셸 드 몽테뉴. (1533년~)
- 1598년 - 스페인의 합스부르크왕조 국왕 펠리페 2세. (1527년~)
- 1910년 - 대한민국의 독립운동가 이재명. (1887년~)
- 1931년 - 덴마크의 화가 릴리 엘베. (1882년~)
- 1967년 - 대한제국과 일제 강점기의 관료, 정치인, 기업인, 신념형 친일파 사상가 한규복. (1881년~)
- 1971년 - 중국의 공산당 부주석 겸 국방부장 린뱌오. (1907년~)
- 1996년 - 미국의 서부 힙합의 왕, 랩퍼 겸 영화배우 투팍 샤커. (1971년~)
- 1999년 - 미국의 교육심리학자 벤저민 블룸. (1913년~)
- 2004년 - 멕시코의 화학자, 경구피임약 발명가 루이스 미라몬테스. (1925년~)
- 2005년
  - 대한민국의 축구 선수, 축구 감독 홍덕영. (1926년~)
  - 콜롬비아의 제25대 대통령 훌리오 세사르 투르바이 아얄라. (1916년~)
- 2015년 - 미국의 농구 선수 모지스 멀론. (1955년~)
- 2018년 - 대한민국의 소설가 최옥정. (1964년~)
- 2019년
  - 미국의 가수 에디 머니. (1949년~)
  - 헝가리의 수필가, 소설가 콘라드 죄르지. (1933년~)
- 2021년
  - 대한민국의 대학교수 박대순. (1929년~)
  - 잉글랜드의 물리학자 앤서니 휴이시. (1924년~)
- 2022년
  - 대한민국의 정치학자 서대숙. (1931년~)
  - 미국의 정치인 플레처 톰슨. (1925년~)
  - 오스트레일리아의 영화배우 잭 찰스. (1943년~)
  - 프랑스, 스위스의 영화 감독, 각본가 장뤽 고다르. (1930년~)
- 2023년
  - 몰도바의 제2대 대통령 미르체아 스네구르. (1940년~)
  - 대한민국의 정치인 이상희. (1938년~)
  - 대한민국의 기업인 이종환. (1924년~)
  - 대한민국의 정치인, 기초의원 최명관. (1968년~)
- 2024년
  - 미국의 소설가 메리 맥패든. (1938년~)
  - 일본의 정치인 소노베 이츠오. (1929년~)
  - 대한민국의 모델 신해리. (1992년~)

## 기념일
- 추석 - 2019년, 2038년, 2057년, 2095년
- 법원의 날 - 대한민국

## 같이 보기
- 전날 : 9월 12일 다음날 : 9월 14일 - 전달 : 8월 13일 다음달 : 10월 13일
- 음력 : 9월 13일
- 모두 보기